# Vilela (Amares)
Vilela é uma povoação portuguesa do Município de Amares que foi sede da extinta Freguesia de Vilela, freguesia que tinha 2,82 km² de área e 297 habitantes (2011), e, por isso, uma densidade demográfica de 105,3 hab/km².
A Freguesia de Vilela foi extinta (agregada) em 2013, no âmbito de uma reforma administrativa nacional, tendo sido agregada às freguesias de Seramil e Paredes Secas, para formar uma nova freguesia denominada União das Freguesias de Vilela, Seramil e Paredes Secas.
É em Vilela que se encontra o principal produtor de laranjas de Amares. As laranjas de Amares (e de Vilela) são um produto de referência nacional.

## População
| População da freguesia de Vilela (1864 – 2011) | População da freguesia de Vilela (1864 – 2011) | População da freguesia de Vilela (1864 – 2011) | População da freguesia de Vilela (1864 – 2011) | População da freguesia de Vilela (1864 – 2011) | População da freguesia de Vilela (1864 – 2011) | População da freguesia de Vilela (1864 – 2011) | População da freguesia de Vilela (1864 – 2011) | População da freguesia de Vilela (1864 – 2011) | População da freguesia de Vilela (1864 – 2011) | População da freguesia de Vilela (1864 – 2011) | População da freguesia de Vilela (1864 – 2011) | População da freguesia de Vilela (1864 – 2011) | População da freguesia de Vilela (1864 – 2011) | População da freguesia de Vilela (1864 – 2011) |
| ---------------------------------------------- | ---------------------------------------------- | ---------------------------------------------- | ---------------------------------------------- | ---------------------------------------------- | ---------------------------------------------- | ---------------------------------------------- | ---------------------------------------------- | ---------------------------------------------- | ---------------------------------------------- | ---------------------------------------------- | ---------------------------------------------- | ---------------------------------------------- | ---------------------------------------------- | ---------------------------------------------- |
| 1864                                           | 1878                                           | 1890                                           | 1900                                           | 1911                                           | 1920                                           | 1930                                           | 1940                                           | 1950                                           | 1960                                           | 1970                                           | 1981                                           | 1991                                           | 2001                                           | 2011                                           |
| 425                                            | 398                                            | 351                                            | 382                                            | 388                                            | 424                                            | 397                                            | 492                                            | 479                                            | 489                                            | 449                                            | 367                                            | 306                                            | 313                                            | 297                                            |

## História
Vilela integrava o concelho de Santa Marta de Bouro, extinto em 31 de Dezembro de 1853, data em que passa para o concelho de Amares.